# Feni (wódka)

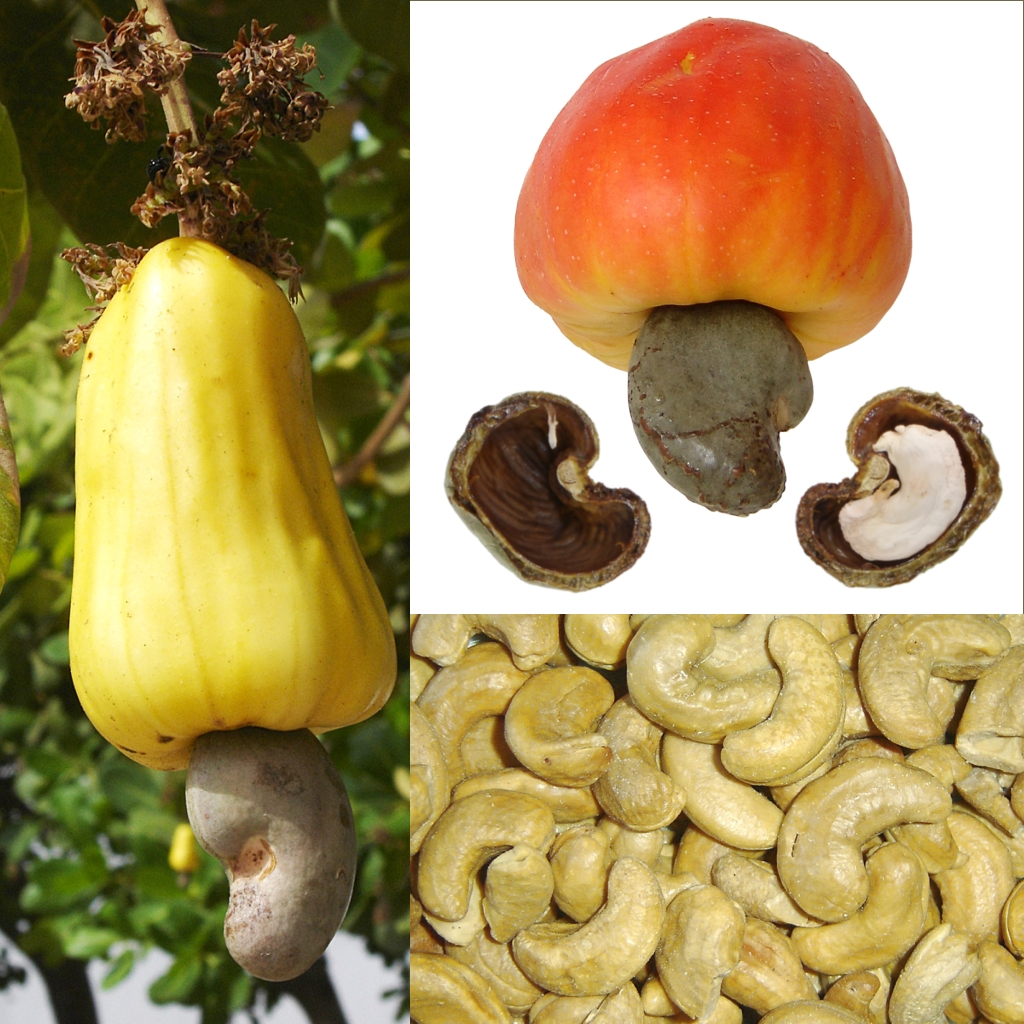
Owoce nerkowca

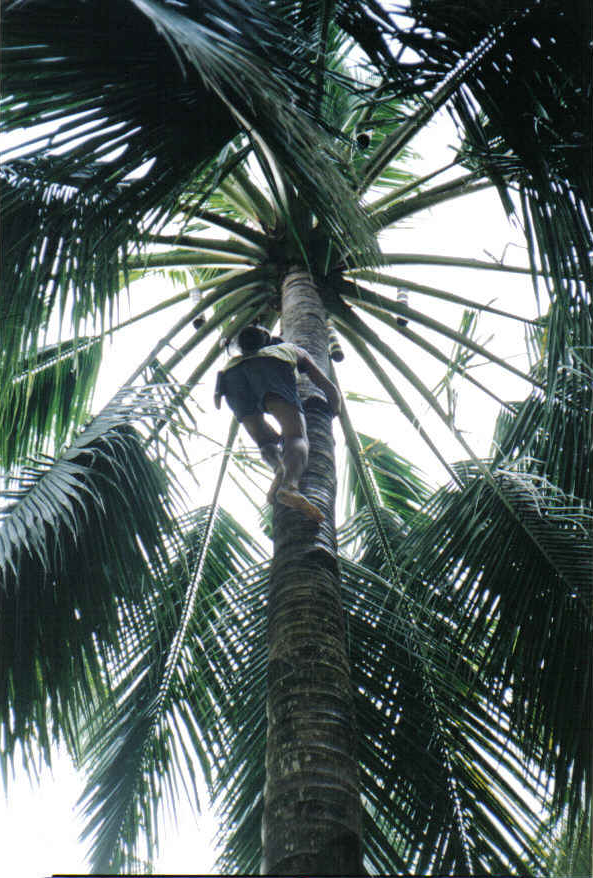
Zbiór soku palmowego

Feni (ang. Fenny) – mocny napój alkoholowy, tradycyjnie produkowany w indyjskim stanie Goa.
Nazwa „feni” pochodzi z miejscowego języka konkani, w którym znaczy dosłownie „piana” (od zachowania podczas fermentacji)
Wyróżnia się dwa rodzaje feni:
- cashew feni – produkowane z soku jabłek nerkowca, oraz
- coconut feni – produkowane z soku zbieranego z łodyg kwiatów palmy kokosowej (ang. toddy).

## Produkcja
Sok poddaje się fermentacji, a następnie potrójnej destylacji w mosiężnych lub glinianych kadziach. Po pierwszej destylacji otrzymuje się stosunkowo słaby napój alkoholowy, tzw. urrak (arrak), dopiero trzecia destylacja pozwala na uzyskanie mocnego (30–35%) feni, lecz zachowującego delikatny aromat surowca.
Ostatnio (marzec 2009) starania rządu stanowego Goa o uzyskanie dla feni statusu tzw. GI (Geografical Indication) zakończyły się powodzeniem.